# (555757) 2014 DM143
2014 DM143 ist ein großes transneptunisches Objekt im Kuipergürtel, das bahndynamisch als Cubewano (CKBO) eingestuft wird. Aufgrund seiner Größe gehört der Asteroid möglicherweise zu den Zwergplanetenkandidaten.

## Entdeckung
2014 DM143 wurde am 26. Februar 2014 von einem Astronomenteam, bestehend aus B. Gibson, T. Goggia, N. Primak, A. Schultz und M. Willman, im Rahmen des Pan-STARRS-Projekts mit dem 1,8-m-Ritchey-Chretien-Teleskop (PS1) am Haleakalā-Observatoriums (Maui) entdeckt. Die Entdeckung wurde am 17. Juli 2016 bekanntgegeben.
Nach seiner Entdeckung ließ sich 2014 DM143 auf Fotos bis zum 12. März 2002, die im Rahmen des Sloan-Digital-Sky-Survey-Programmes (SDSS) am Apache-Point-Observatorium (New Mexico) gemacht wurden, zurückgehend identifizieren und so seinen Beobachtungszeitraum um zwölf Jahre verlängern, um so seine Umlaufbahn genauer zu berechnen. Seither wurde der Planetoid nur durch das Pan-STARRS-Teleskop beobachtet. Im Dezember 2018 lagen insgesamt 121 Beobachtungen über einen Zeitraum von 16 Jahren vor. Die bisher letzte Beobachtung wurde im April 2017 wiederum am Pan-STARRS-Teleskop (PS1) durchgeführt. (Stand 20. März 2019)

## Eigenschaften

### Umlaufbahn
2014 DM143 umkreist die Sonne in 302,09 Jahren auf einer leicht elliptischen Umlaufbahn zwischen 40,99 AE und 49,06 AE Abstand zu deren Zentrum. Die Bahnexzentrizität beträgt 0,090, die Bahn ist 10,73° gegenüber der Ekliptik geneigt. Derzeit ist der Planetoid 47,89 AE von der Sonne entfernt. Das Perihel durchläuft er das nächste Mal 2129, der letzte Periheldurchlauf dürfte also im Jahre 1827 erfolgt sein.
Marc Buie (DES) klassifiziert den Planetoiden als Cubewano, wobei er zu den bahndynamisch «heißen» klassischen KBO gehört, während vom Minor Planet Center keine spezifische Einstufung existiert; letzteres ordnet ihn als Nicht-SDO und allgemein als «Distant Object» ein.

### Größe
Derzeit wird von einem Durchmesser von 343 km ausgegangen, basierend auf einem Rückstrahlvermögen von 8 % und einer absoluten Helligkeit von 5,7 m. Ausgehend von diesem Durchmesser ergibt sich eine Gesamtoberfläche von etwa 370.000 km2. Die scheinbare Helligkeit von 2014 DM143 beträgt 22,49 m.
Da es denkbar ist, dass sich 2014 DM143 aufgrund seiner Größe im hydrostatischen Gleichgewicht befindet und somit weitgehend rund sein könnte, erfüllt er möglicherweise die Kriterien für eine Einstufung als Zwergplanet. Mike Brown geht davon aus, dass es sich bei 2014 DM143 um vielleicht einen Zwergplaneten handelt.
| Jahr                                         | Abmessungen km | Quelle   |
| -------------------------------------------- | -------------- | -------- |
| 2018                                         | 368,0          | Johnston |
| 2018                                         | 343,0          | Brown    |
| Die präziseste Bestimmung ist fett markiert. |                |          |